# Calder (cràter)
Calder és un cràter d'impacte en el planeta Mercuri de 24 km de diàmetre. Porta el nom de l'escultor estatunidenc Alexander Calder (1898-1976), i el seu nom va ser aprovat per la Unió Astronòmica Internacional el 2013.